# Dag van de verdedigers van het vaderland

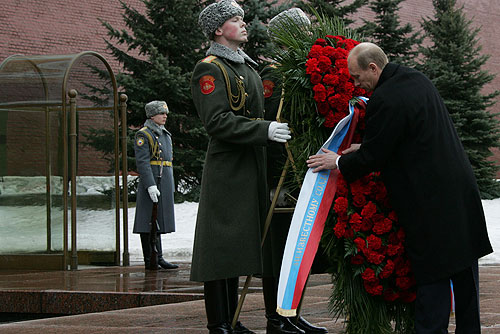
Plichtplegingen door de president van Rusland, Vladimir Poetin, tijdens de feestdag in 2008.

Dag van de verdedigers van het vaderland (Russisch: День защитника Отечества, Oekraïens: День захисника Вітчизни) is een feestdag die op 23 februari wordt gevierd in Rusland, Tadzjikistan, Kirgizië, Wit-Rusland en diverse andere voormalige sovjetrepublieken.
Officieel worden op deze dag de mannen zowel als de vrouwen geëerd die in militaire dienst zitten of zaten. In de praktijk is het meer een viering voor de man geworden, als tegenhanger van Internationale Vrouwendag op 8 maart.

## Geschiedenis
De feestdag markeert de datum in 1918 tijdens de Russische Burgeroorlog toen de eerste massale oproep werd gedaan voor het Rode Leger in Sint-Petersburg en Moskou. De dag stond oorspronkelijk bekend als Dag van het Rode Leger (Russisch: День Красной Армии). In 1949 werd deze omgedoopt in Dag van het Sovjetleger en de Sovjetzeestrijdkrachten (Russisch: День Советской Армии и Военно-Морского флота). Na het uiteenvallen van de Sovjet-Unie in 1991 kreeg de feestdag zijn huidige officiële naam. In Tadzjikistan staat de dag officieel bekend als Tadzjiekse nationale legerdag (Tadzjieks: Рӯзи Артиши Миллӣ Тоҷик).
In de volksmond wordt de dag steeds vaker aangeduid als Mannendag (Russisch: День Мужчин).
De officiële viering van de dag bestaat uit parades en optochten ter ere van de veteranen.
Bij de volkse interpretatie van de feestdag geven vrouwen presentjes aan de mannen in hun leven, in het bijzonder aan hun echtgenoten (of vriendjes), vaders en zonen en daarnaast ook aan hun mannelijke collegae.
In Tsjetsjenië en Ingoesjetië leven gemengde gevoelens met betrekking tot deze feestdag omdat op 23 februari 1944 opdracht werd gegeven tot Operatie Lentil (Russisch: Чечевица, Tsjetsjeens: Aardax) waarbij Tsjetsjenen en Ingoesjenen, als onderdeel van de gedwongen volksverhuizingen in de Sovjet-Unie massaal werden gedeporteerd naar Centraal-Azië.
In Oekraïne wordt deze feestdag vanaf 2014 niet langer gevierd, in plaats daarvan wordt de Dag van de Oekraïense verdedigers gevierd op 14 oktober, de Dag van de Oekraïense kozakken en de dag waarop het Oekraïense Opstandelingenleger werd opgericht.